# ΜClinux
μClinux（ユーシーリナックス）は、メモリ管理ユニット(MMU)を除いたマイクロコントローラ向けのLinuxカーネルのフォークである。 μCとは"Micro Controller"の略語である。FLAT と呼ばれるより小さなオブジェクト形式が使われている場合も多い。

## サポートアーキテクチャ
現在は次のプラットフォームをサポートする
- Freescale M68K (DragonBall, ColdFire, PowerQUICC その他を含む)
- ADI Blackfin
- ETRAX
- ARM (例としてはSigma Designs DVDエンジン)
- Intel i960
- Xilinx MicroBlaze
- MIPS (例としてはBrecisパーツ)
- Fujitsu FR-V
- Altera NIOS

## サポートが終了したアーキテクチャ
- NEC V850E (2008年10月9日付の revision 2.6.27 以降サポートCPUリストから除外[4][5])
- Hitachi H8 (h8300) (2022年7月31日付の revision 5.19 以降サポートCPUリストから除外[6][7])